# Silnice II/328
Silnice II/328 je silnice II. třídy spojující okresy Kolín a Nymburk ve Středočeském Kraji a okres Jičín v Královéhradeckém kraji. Silnice začíná na kruhovém objezdu poblíž automobilky TPCA u obce Ovčáry. Vede severním směrem přes Žehuň, Městec Králové a Slavhostice a v podstatě kopíruje trasu silnice I/32. Na konci trasy se v obci Jičíněves napojuje na silnici I/32.

## Vedení silnice

### Okres Kolín
- kruhový objezd a křižovatka s II/125
- obchvat Ovčár
- obchvat Jestřabí Lhoty
- mimoúrovňové křížení s dálnicí D11, E67
- Žehuň
- křížení s železniční tratí 020

### Okres Nymburk
- křížení s I/11 u Dlouhopolska
- Městec Králové, křížení a peáž se silnicí II/324
- křížení s železniční tratí 062
- Sloveč
- Kněžice (okres Nymburk)
- Chroustov (okres Nymburk)

### Okres Jičín
- Slavhostice, křížení s II/280
- Češov
- Liběšice (Češov)
- Jičíněves, napojení na I/32